# 明智光秀〜神に愛されなかった男〜
『明智光秀〜神に愛されなかった男〜』（あけちみつひで かみにあいされなかったおとこ）は、2007年1月3日（水）21:00 - 23:30に放送された戦国時代を描いたフジテレビ系列の時代劇テレビドラマ。

## 概要
逆臣とされている明智光秀を主人公としたドラマ。生真面目な光秀の心の葛藤と本能寺の変へ至る道を描く。
主人公の光秀役は唐沢寿明。その妻のひろ子役は長澤まさみ。織田信長役は上川隆也。木下藤吉郎（羽柴秀吉）役は柳葉敏郎（1993年の秀吉を主役にしたTBSのドラマスペシャルでも秀吉役を務めた）。唐沢は2002年大河ドラマ「利家とまつ〜加賀百万石物語〜」で前田利家役で主演（2006年大河ドラマ「功名が辻」でも同役）を、上川は2006年大河ドラマ「功名が辻」で山内一豊役で主演を務めており、この二人の対決が見所。特に上川の狂気をはらんだ織田信長の演技は大河ドラマでの実直な山内一豊とは対照的である。また、長澤も「功名が辻」に一豊の（押しかけ）恋人役で出演している。
目立った演出として、延暦寺襲撃では陣割をした上で各隊が別口から侵攻している様子を描いたり、堂塔のセットを組み実際に燃やして撮影するなどの描写をみせた。本能寺の場面では本格的なセットを組み、炎上する堂内へと向かう信長の後姿を見せている。
一方、民放時代劇では通例だが、考証性は高くない。特に、光秀の死について悲劇性を際立たせることを狙った演出で、終盤の山崎の戦いと光秀の死は史実とは大きく異なる。とはいえ、時間の都合で描ききれなかった部分はナレーションで補足説明をしている。また、ドラマ終了時に「フィクション」であると明示している。
視聴率は、11.0%（ビデオリサーチ社調べ、関東地区）

## あらすじ
天正10年（1582年）、明智光秀の居城の坂本城が羽柴秀吉の大軍に包囲された。城には光秀の妻のひろ子がいた。死を目前に控え、ひろ子は夫の光秀のことを思い返していた…。
織田信長が足利義昭を擁して上洛。義昭を信長に引き合わせた浪人の光秀は織田家の武将に取り立てられた。光秀は信長と義昭の2人に仕える立場となり、織田家の家臣からは「二足わらじ殿」と白眼視されるが、信長は光秀の才能を認めて重用する。光秀は木下藤吉郎とともに京奉行に任じられるが、生真面目な光秀はひょうきん者の藤吉郎が気に入らない。妻のひろ子が2人の娘とともに京に上り、共に暮らせるようになった。戦に明け暮れる光秀にとって、妻子と過ごす時間だけが安らぎとなった。
三好三人衆が義昭の御所の本國寺を襲撃するが、光秀の見事な采配でこれを撃退した。信長は越前国の朝倉義景を攻め、金ヶ崎城に入る。朝倉氏を滅ぼすのも目前と思えたその時に近江国の浅井長政が裏切り、信長は絶体絶命の危機に陥る。柴田勝家は朝倉の篭城している城を攻めて3万の勢力を篭城させる案を出したが、光秀は越前は寒く兵士が凍えて士気が落ちるとのことから撤退を進言し、信長はこれを容れる。藤吉郎は殿（しんがり）を志願、朝倉方は5万の大軍で生きて帰ることはまずできない。織田軍は殿の藤吉郎を残して全軍撤退。藤吉郎は必死で戦うが、全滅は必至だった。そこへ光秀が現れて藤吉郎を救う。光秀と藤吉郎の間に友情が芽生えた。
浅井の裏切りは義昭の策謀だったことが明らかになる。光秀は義昭を見限る。光秀は信長だけが戦乱の世を治め、戦のない国をつくることができると信じていた。信長の天下布武のために力を尽くそうと決意する光秀だが、信長は光秀に比叡山焼き討ちを命じた。しかし光秀は自らが仏教徒なため拒否するが、致し方なく攻めることとなる。比叡山は根本中堂を3つの峰に持っていて、それぞれに5000の僧兵を配備しているとのことから、根来衆に南蛮火薬を持たせ、根本中堂を攻撃させる。藤吉郎だけは謀反の噂を聞いたため今浜に行くが、それは光秀の策略で、藤吉郎が行っている間に比叡山を攻撃する。比叡山が落ちた後、光秀は近江国・坂本城主となる。
藤吉郎は羽柴秀吉と改名する。秀吉と今後の信長の政策を話すが未来が見えないため、光秀は秀満とともに謀反を起こすことにすると同時に、信長の死に挙兵するであろう秀吉に自らが討たれることによって秀吉に天下を獲らせて、戦のない世の中への布石になろうと決意する。本能寺に駐留していた信長を突如襲撃して自害に追い込み、光秀は山崎の戦いで秀吉と対峙する。互いに長銃を持って戦いに挑むが、光秀は的を外して撃たれ、秀吉に未来を託して息絶える。そして、ひろ子と秀満も落城寸前の坂本城と運命を共にする。

## キャスト
- 明智光秀：唐沢寿明
- 木下藤吉郎（羽柴秀吉）：柳葉敏郎
- ひろ子：長澤まさみ
- 明智秀満：大泉洋
- 丹羽長秀：本田博太郎
- 柴田勝家：隆大介
- 滝川一益：矢島健一
- 竹中半兵衛：山崎銀之丞
- 蜂須賀小六：高杉亘
- 森蘭丸：浅利陽介
- 佐久間信盛：藤井康次
- 中川重政：平賀雅臣
- たま：佐々木麻緒
- 茂：松本妃亜羅
- 堀秀政：伊藤英明
- 足利義昭：谷原章介
- おね：小西真奈美
- 織田信長：上川隆也

## スタッフ
- 脚本：十川誠志
- 演出：西谷弘
- 音楽：菅野祐悟
- 撮影：津田豊滋
- 殺陣：宇仁貫三
- 技術協力：バスク
- VFX：IMAGICA、リンクス・デジワークス
- 企画：石原隆
- プロデュース：保原賢一郎 、重岡由美子、西岡善信（映像京都） 、西村維樹（映像京都）
- 制作協力：映像京都